# Inno del primo maggio
Inno del Primo Maggio (Hino de Primeiro de Maio) é a canção de Pietro Gori que mais teve alcance entre os operários de diversos países. A canção originalmente era parte de sua peça teatral Il Primo Maggio, que fica entre as mais encenadas nas Américas entre as colônias de imigrantes italianos. Era cantado ao fundo enquanto um poema era recitado.
Foi construída em cima da melodia de Canto degli Schiavi (Canto dos Escravos), da ópera de Nabuco de Verdi. Isso tem como desvantagem em ser em ritmo de valsa, impróprio para protestos e manifestações.

## Fonte
- Entre a trégua e a guerra: dois hinos anarquistas no movimento operário argentino